# レジデント・エイリアン 〜宇宙からの訪問者〜
『レジデント・エイリアン 〜宇宙からの訪問者〜』（英語: Resident Alien）は、アメリカ合衆国のSyfyで2021年から放映されているSF/コメディ/ミステリテレビドラマである。
2012年からダークホースコミックスより刊行されたアメリカン・コミックスが原作で、アンブリン・テレビジョンによって制作され、2022年8月に第2シーズンまで放送された。
日本では、WOWOWで2022年1月8日から、NHK総合テレビジョンで2023年2月26日から第1シーズン全10話が放送されている。同年5月16日からは第2シーズンがWOWOWで放送開始。
2023年6月15日、シーズン3の制作が決まったものの、2023年 全米脚本家組合ストライキの影響でエピソード数が大幅に減らされる見通しとなり、全8話が2024年2月から放送された。
シーズン4からUSA Networkに移すことが決定した。
日本でシーズン3が、2024年7月23日からWOWOWで放送が開始された。

## あらすじ
とある異星人は地球人類の抹殺を任務として地球を訪れるが、兵器を搭載した宇宙船が事故によりアメリカの山岳地帯に不時着し、任務を続行できなくなる。不時着の際に重傷を負った異星人が湖畔に隠棲する人物を殺害して傷を癒していたところ、近隣のコロラド州ペイシェンスで診療所の医師が殺害される事件が発生する。成りすました人物が医師だったため、欠員補充で赴任せざるを得なくなってしまった異星人は医師として働きつつ街の住人と触れ合いながら、任務の遂行を目指すことになる。

## 登場人物
「ハリー・ヴァンダースピーグル」 ("Harry Vanderspeigle")
演：アラン・テュディック、日本語吹替：子安武人
アスタ・トゥエルブトゥリーズ (Asta Twelvetrees)
演：サラ・トムコ、日本語吹替：樋口あかり
マイク・トンプソン (Mike Thompson)
演：コリー・レイノルズ、日本語吹替：乃村健次
ダーシー・ブルーム (D'Arcy Bloom)
演：アリス・ウェッタールンド、日本語吹替：松井暁波
ベン・ホーソーン (Ben Hawthorne)
演：レヴィ・フィーラー、日本語吹替：KENN
マックス・ホーソーン (Max Hawthorne)
演：ジュダ・プレーン、日本語吹替：田中あいみ
オリヴィア・"リヴ"・ベイカー (Olivia "Liv" Baker)
演：エリザベス・ボーウェン、日本語吹替：田村聖子
エレノア・マカリスター (Eleanor McCallister)
演：リンダ・ハミルトン、日本語吹替：幸田直子

## 日本語版製作スタッフ
- 翻訳 - 伊藤里香
- 演出 - 簑浦良平
- 音声 - 橋本和典
- プロデューサー - 齋藤淳二

## エピソード一覧

### 第1シーズン
| (日本語版放送回) 「エピソードの題名」 | オリジナル版                       | NHK放送日     | 備考       |
| ------------------------------------- | ---------------------------------- | ------------- | ---------- |
| (1)「ドクター殺人事件」               | 1 "Pilot"                          | 2023年2月26日 |            |
| (2)「心の痛み」                       | 2 "Homesick"                       | 2023年3月5日  |            |
| (3)「新たな死体」                     | 3 "Secrets"                        | 2023年3月12日 |            |
| (4)「秘密の代償」                     | 4 "Birds of a Feather"             | 2023年3月19日 |            |
| (5)「異星交遊」                       | 5 "Love Language"                  | 2023年3月26日 |            |
| (6)「極秘プロジェクト」               | 6 "Sexy Beast"                     | 2023年4月2日  | [ 注釈 1 ] |
| (7)「絶望と希望」                     | 7 "The Green Glow"                 | 2023年4月16日 | [ 注釈 2 ] |
| (8)「ハリーの災難」                   | 8 "End of the World As We Know It" | 2023年4月30日 |            |
| (9)「宇宙人との遭遇」                 | 9 "Welcome Aliens"                 | 2023年5月7日  |            |
| (10)「英雄の決断」                    | 10 "Heroes of Patience"            | 2023年5月14日 |            |